# Konina (Mali)
Konina is een gemeente (commune) in de regio Sikasso in Mali. De gemeente telt 13.900 inwoners (2009).
De gemeente bestaat uit de volgende plaatsen:
- Baramabougou
- Diona
- Filima
- Konina
- M'Petièla
- N'Gola
- Niampela